# 微信支付

微信支付标志

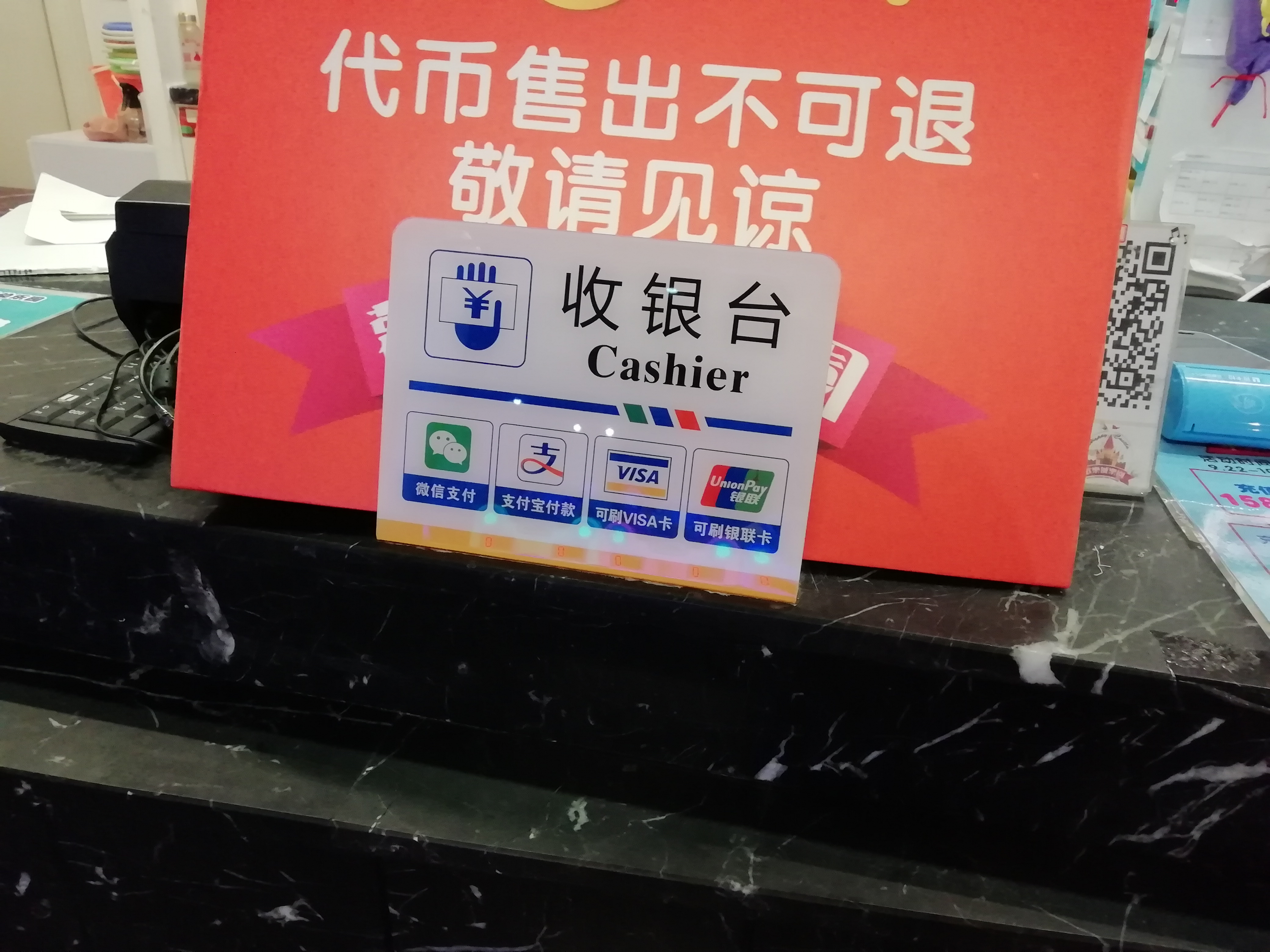
一家电子游戏厅支持微信支付的标识。现时微信支付与支付宝一起，成为中国大陆主要的移动支付平台

微信支付（英語：WeChat Pay，在中国大陆也作），是腾讯公司开发的应用程序微信内置的支付功能，由财付通运营和提供支付牌照，用户可以通过微信完成支付。该功能以绑定银行卡的快捷支付为基础。 
截至2017年第四季度，微信支付为中国大陆第二大移动支付平台，市场占有率达38.15%。腾讯在2017年声称微信支付活跃用户有6亿，而支付宝仅为4.5亿。

## 历史
2013年8月5日，微信宣布推出5.0版本，新增了微信支付功能。
2013年10月17日，微信支付与中国人保合作，为微信支付用户提供全额赔付的服务。用户使用微信支付发生资金被盗，可向微信支付提出全额赔付申请。
2013年10月10日，财付通在广州启动微信支付路演活动，先期在正佳广场、天河城、中华广场等重点商圈开通微信支付。
2014年1月，微信支付推出红包功能，同时与滴滴打车合作推出支付服务。早期用户需要关注“新年红包”账号，才能向好友发送或领取红包。微信红包有普通等额红包、拼手气红包两种。2015年微信支付与2015年中国中央电视台春节联欢晚会合作，使得微信红包的知名度大幅提升。
2014年3月4日，腾讯宣布微信支付接口结束内测，同时对通过微信认证的服务号全面开放支付接口。
2016年4月，微信斥资1亿人民币加快市场拓展。
2018年6月29日，微信支付宣布与米其林指南达成战略合作。

## 功能
每位微信用户都有属于自己的微信支付帐户。用户可以通过绑定Ⅰ、Ⅱ、Ⅲ类银行卡的方式，或从其他用户收款，即可获得零钱，2016年，人民日报提醒微信尽量不要绑定Ⅰ类账户。用户可以通过微信客户端來支付账单、购买商品和服务，並實現向其他用户转账、甚至可以在支持微信支付的商店消费或进行跨境消费。
2016年，为抵消银行业务费用，微信做出服务变更，如果用户将微信钱包余额轉到借记卡上，微信将收取服务费。每位用户获得1000元的免费提款额度，超过将被收取0.1%的费用，每次退款至少收1角钱。其他支付功能，如红包和转账保持免费 。

### 红包

微信红包

2014年春节，微信参照亲朋好友新年时互送压岁钱的中国传统习俗，推出虚拟红包功能。该功能允许用户向好友或群聊发送红包。群红包可以等额分配随机金额分配（拼手气）。红包功能在中国中央电视台的春节联欢晚会期间推出，观众在节目期间摇晃手机便有机会获得赞助商提供的现金红包。红包功能显著增加了微信支付的使用量。上线一个月，微信支付用户从3000万增加到1亿，仅春节期间发送的红包已达到2000万个。2016年春节期间的红包达到32亿个，其中春节午夜发出的有40.9万个。
马云创办的阿里巴巴被视为微信支付的主要竞争对手，他认为红包功能是“珍珠港事件”，开始损害支付宝在中国线上支付产业的历史主导优势，特别是点对点资金转移层面。红包的成功促使阿里巴巴在自己的来往服务中上线虚拟红包与之抗衡。百度钱包、新浪微博等对手也纷纷加入竞争。

### 理财通/零钱通
理财通为基于微信平台搭建的的金融理财开放平台，由腾讯与华夏基金、汇添富基金、易方达基金、广发基金合作，于2014年1月22日上线运行。用户可以通过微信平台购买货币基金。
另外微信支付于2018年11月公测“零钱通”功能，用户开通后可以将微信钱包里的资金直接用于微信支付所有场景的消费，并同时自动获取理财的收益。媒体报道指出，“零钱通”的推出是为了与支付宝的余额宝实现竞争。

### 生物识别支付

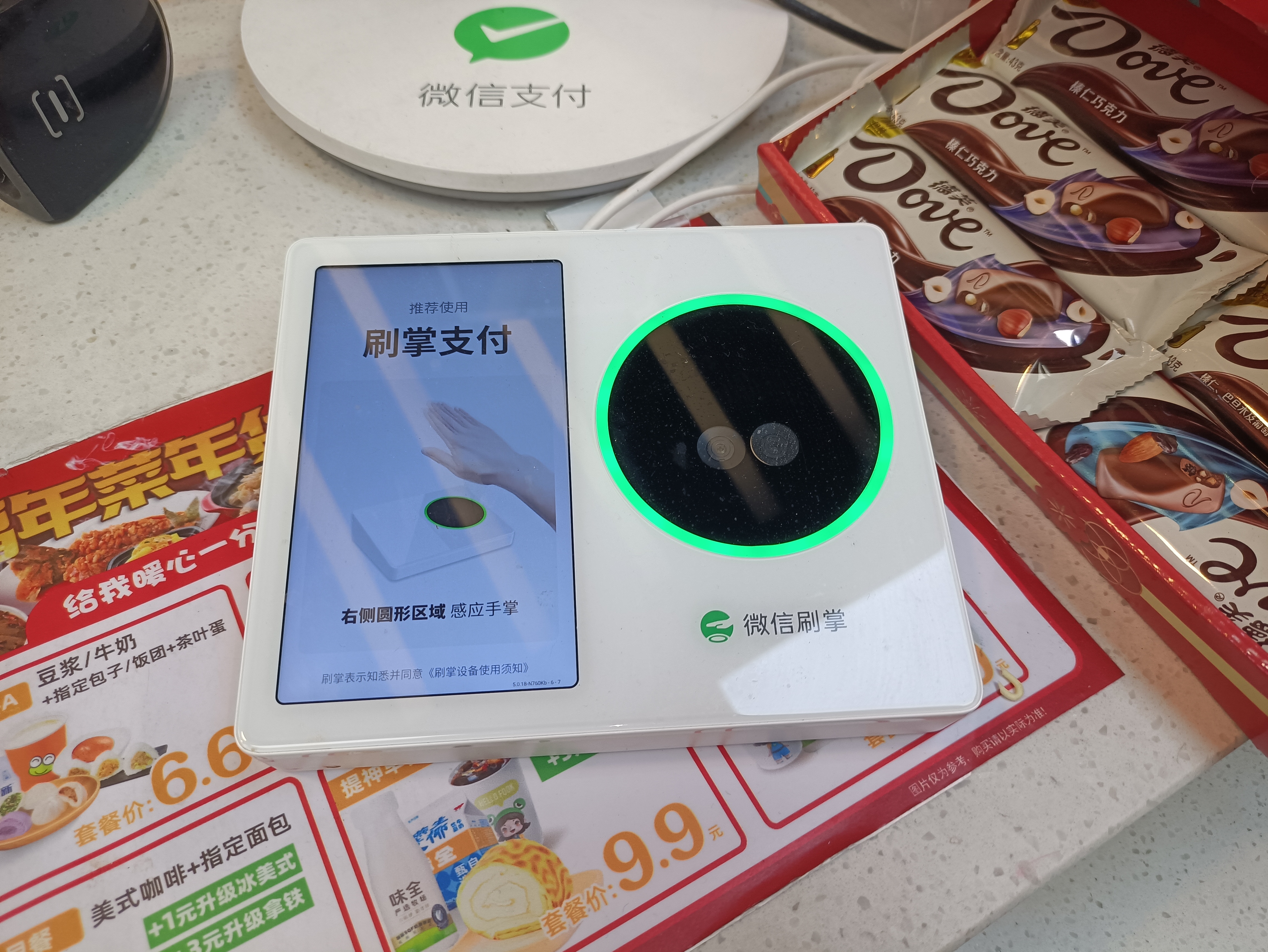
使用手掌支付功能的微信支付收款终端

2015年6月8日，微信支付推出指纹支付功能，推出初期单账户日累计支付额度不超过5000元人民币，支持所有消费及转账场景。
2017年，微信支付宣布为iPhone X以及后续支持Face ID解锁的Apple机型，用户提供Face ID支付服务。

### 乘车码
腾讯乘车码于2017年7月推出，先期支持廣州BRT。用户選擇乘車碼服務地區，並同意授權騰訊乘車碼從微信支付賬戶扣款即完成開通手续，之后在乘坐巴士、地鐵時向條碼掃描設備扫描乘車碼即可乘车。

### 车牌付
2018年1月起，山东省高速公路收费站人工车道完成升级工作，车主可通过“e高速”微信公众号，登記车牌号码并选择微信代扣方式支付高速通行费。
2018年6月，广东省车主可通过“粤通卡应用”小程序，連結微信支付账户和车牌号码，即可在省内高速公路扫车牌支付高速通行费。其中，广州机场高速公路先期支持车牌付，未来该功能将在广东全省高速公路全面上线。

### 微信支付实名
根据《非银行支付机构网络支付业务管理办法》的规定，非银行支付机构网络支付业务实行实名制管理，用户需要实名登记才能使用网络支付业务（包括虚拟红包）。个人用户实名登记可用的证件包括居民身份证、户口簿（未满十六周岁可选择此项）、港澳居民来往内地通行证（回乡证，香港、澳门特别行政区居民）、台湾居民来往大陆通行证（台湾地区居民）、外国护照和外国人永久居留证（外籍人士）等。《办法》还规定，非银行支付机构网络支付业务实行个人支付账户分类制，根据客户身份验证情况将个人网络支付账户分为四类，第四类为微信支付首创，原理上是达到二十万后实际上是通过微众银行进行收款和付款但是还是显示微信零钱，具体分类如下：
| 账户类别 | 可用的功能                                   | 余额支付限额           | 身份核验要求 |
| -------- | -------------------------------------------- | ---------------------- | --- |
| I类      | 消费、转账（以小额、临时支付为主）           | 自账户开立起累计1000元 | 1个外部渠道验证（输入一个以下证件信息：中国大陆身份证、护照、港澳居民往来内地通行证、台湾居民来往大陆通行证、外国人永久居留身份证、中华人民共和国港澳居民居住证、中华人民共和国台湾居民居住证                                                     |
| II类     | 消费、转账（以购物、转账、缴水电气费等为主） | 年累计10万元           | 需要拥有I类账户，3个外部渠道验证，验证两个即可（刷脸验证，上传中国大陆身份证、护照，港澳居民往来内地通行证，台湾居民来往大陆通行证，外国人永久居留身份证，中华人民共和国港澳居民居住证，中华人民共和国台湾居民居住证，照片，添加中国大陆l类银行卡 |
| III类    | 消费、转账、投资理财（允许购买理财产品）     | 年累计20万元           | 需要拥有II类账户，1个外部渠道验证添加中国大陆l类银行卡（购买理财产品需年满18岁） |
| IIII类   | 消费、转账、投资理财（允许购买理财产品）     | 年累计50万元           | 需要拥有III类账户和年满18岁的中国大陆身份证和年消费累计20万元，1个外部渠道验证（上传年满18岁的中国大陆身份证开通微众银行储蓄卡） |

## 中国大陆境外使用

### 境外用户注册
从2018年1月起，微信支付宣布允许用户使用境外发行的万事达、Visa和JCB的银行卡绑定并激活微信支付账户。适用范围仅支持微信合作的部分试点商户。此前，为配合中国人民银行颁布的《非银行支付机构网络支付业务管理办法》的执行，境外用户若要使用微信支付，必须绑定中国内地的银行卡才能使用。
2023年7月20日，微信支付宣布外卡服务已全面升级，支持的外卡涵盖VISA、DinersClub、Discover、JCB、Master，可以在绝大部分商户使用微信支付。

### 境外商户
2015年11月20日，微信支付向境外商户开放微信支付功能，初期支持英镑、港币、美元、日元、加拿大元、澳大利亚元、欧元、新西兰元和韩元9个币种的交易。2017年7月4日，微信支付宣布推出“微信支付境外开放平台”，以降低境外商户的接入门槛。2017年11月23日，腾讯公司与香港铁路有限公司签署合作协议，乘客在香港乘坐港铁时可通过微信支付购票。截至2018年，微信支付可在香港、澳门、台湾、日本、韩国等在内的20个境外国家和地区使用。

## 境外版本

### 南非版
（亦称微信支付南非版）于2015年11月推出。WeChat Wallet由微信南非与南非标准银行合作提供服务，是微信支付的首个海外版本。WeChat Wallet使用南非兰特结算，与中国大陆版账户资金互不相通。2020年6月30日起，WeChat Wallet停止服务，用户原有的WeChat Wallet账户转为标准银行的Instant Money账户。

### 香港版
（简称，亦称微信支付香港版）于2016年初推出，相对于2017年早已进入香港市场的支付宝，媒体分析认为香港版微信支付的推出将挑战支付宝。同年8月，WeChat Pay Hong Kong获得由香港金融管理局签发的储值支付工具牌照。
2018年9月18日，香港金融管理局宣佈推出「轉數快」快速支付服務，方便各钱包用户进行资金互转；WeChat Pay HK隨即宣布，所有已完成身份認證的用戶將可於9月30日起使用有關服務。
WeChat Pay HK账户使用港币结算，与中國内地版帳戶資金不能互相調撥、轉帳或共享，因此兩者互不兼容。但自2018年10月1日起，WeChat Pay HK用户可以在中国内地的部分商户使用微信支付消费，用户在推广期间使用WeChat Pay HK在中国内地商户消费，不收取手续费。
2021年6月8日，香港政府公布香港消費券計劃選定了包括WeChat Pay Hong Kong在內的四個指定儲值支付工具讓市民分期領取5,000元消費券。
2024年8月30日，因违反《支付系统及储值支付工具条例》第8Q条，未能符合其附表3第2部第6（2）（b）条的最低准则，香港金管局对WeChat Pay HK罚款87.5万港币。当局指WeChat Pay HK在2016年8月25日至2021年10月24日间，于“在发生触发事件时对客户进行尽职审查”、“就高风险情况采取严格尽职审查以减低洗钱或恐怖分子资金筹集的风险”两个范畴存在缺失，决定采取纪律处分行动。

### 马来西亚版
（简称，亦称微信支付马来西亚版）于2018年8月推出。由于业务战略调整，于2024年9月1日起停止服务。

## 争议
2018年6月，越南方面宣称，微信支付在当地属于“非法支付结算”，禁止在当地使用。
2018年7月4日，有网友在境外安全社区网站公布微信支付官方軟體開發套件存在的严重漏洞，该漏洞可导致商家服务器被入侵。对此，腾讯公司表示已对已知的安全漏洞进行了修复，并在此提醒商户及时更新。
2018年7月23日，因微信支付存在多起消费者转错账维权难事件，浙江省工商局已由省消保委出面，向腾讯公司发出书面《建议函》，并进行面对面约谈。8月1日，腾讯公司回函书面承诺称，将对微信支付予以整改。
2018年11月18日，微信支付发布公告，上调向民生银行卡提现和转账的手续费。根据公告，此次调整基于“民生银行快捷支付手续费过高带来的成本压力”。11月23日，民生银行在其官方客户端回应称，其“未向该机构及其客户收取任何提现或者转账手续费”。但在24日，微信支付再次声明，称“此次收费规则的变化，针对的是民生银行向微信支付收取的快捷支付手续费成本”。
在尼泊尔经营酒店、餐厅等业务的中国公民和中国游客通常使用支付宝和微信支付进行结算，由于中国公民不太可能在支付宝上绑定尼泊尔的银行，因此结算过程等同于绕过尼泊尔银行，尼泊尔当局无法证明这些交易确实发生在本国境内，也无法将中国游客的消费登记为海外收入，中国商人也可以不用缴税。为了避免税收损失，2019年5月21日，尼泊尔中央银行宣布禁止在尼泊尔使用支付宝和微信支付。

## 营销活动

### 周末摇摇乐
2018年1月20日起，微信支付推出“周末摇摇乐”活动，用户每周六、日、节假日在线下合作商户使用微信支付即可参与摇奖，最高可获得200元的免单奖励。

### 微信支付智慧生活日
微信支付智慧生活日原名“无现金日”，是微信支付推出的年度活动，于2015年8月8日首次举办。用户于每年8月1日-8月7日期间使用微信支付消费，可获得鼓励金等优惠。8月8日当天用户使用微信支付消费，可享受核销累计鼓励金等优惠，还可享受当日消费随机立减。
从2018年起，为符合中国人民银行发布公告中所规定的“任何单位和个人在推广非现金支付工具时，不得炒作‘无现金’概念”要求，“微信支付无现金日”更名为“微信支付智慧生活日”。